# Syria na Mistrzostwach Świata w Lekkoatletyce 2019
Syria na Mistrzostwach Świata w Lekkoatletyce 2019 – reprezentacja Syrii podczas mistrzostw świata w Doha liczyła tylko jednego zawodnika, lekkoatletę Majeda El Dein Ghazal specjalizującego się w skoku wzwyż.

## Skład reprezentacji

### Mężczyźni
| Majed El Dein Ghazal | skok wzwyż | 2,17 m | 25. | NQ | NQ | NQ | NQ |